# Саливон, Григорий Васильевич
Григорий Васильевич  Саливон (1925 — 1990) — советский сержант, командир отделения 599-го отдельного сапёрного батальона, 312-й стрелковой дивизии, 69-й армии, 1-го Белорусского фронта. Полный кавалер Ордена Славы.

## Биография
Родился 28 августа 1925 года в селе  Гришино в Сумской области в крестьянской семье. Получил неполное среднее образование, после учился в Киевском ремесленном училище.
С 1943 года призван в ряды РККА и направлен в действующую армию — командир отделения 599-го отдельного сапёрного батальона, 312-й стрелковой дивизии, 69-й армии, воевал на Сталинградском, Воронежском и 1-м Белорусском фронтах.
24 ноября 1944 года младший сержант Г. В. Саливон действуя в группе разграждения около населённого пункта Яновец, под огнём проделал проходы в минных полях и проволочных заграждениях для разведгруппы, в составе которой успешно действовал по захвату «языка». За это 25 декабря 1944 года Указом Президиума Верховного Совета СССР  Г. В. Саливон был награждён  Орденом Славы 3-й степени.
14 января 1945 года  при наступлении в районе населённого пункта Чарноляс в составе группы сопровождения пехоты батальона особого назначения под огнём проделал проходы в минных полях и проволочных заграждениях и обеспечил продвижение через них бойцов. В ходе атаки, следуя впереди боевых порядков пехоты, отделение под командованием сержанта Г. В. Саливона первым ворвалось в немецкую траншею и своими действиями способствовало успеху батальона особого назначения. 25 февраля 1945 года Указом Президиума Верховного Совета СССР П. И. Садовой был награждён Орденом Славы 2-й степени.
В ночь на 16 апреля 1945 года  сержант Г. В. Саливон  при прорыве обороны гитлеровцев на левом берегу реки Одер севернее города Лебус, руководя группой разграждения, под сильным огнём проделал проход в минных полях и заграждениях, что позволило стрелковым подразделениям добиться успеха. 31 мая 1945 года Указом Президиума Верховного Совета СССР Г. В. Саливон   был награждён Орденом Славы 1-й степени.
После войны окончил курсы лейтенантов при Высшей офицерской инженерной школе. В 1961 году в звании капитана Г. В. Саливон был уволен в запас. В 1956 году окончил десять классов и курсы усовершенствования офицеров Дальневосточного военного округа. В 1975 году произведён в майоры. Работал начальником охраны Кстовской ТЭЦ. Умер 5 июля 1990 года в городе Кстово.

## Награды
- Орден Славы I степени (1945)
- Орден Славы II степени (1944)
- Орден Славы III степени (1944)
- Орден Отечественной войны I степени (1985)
- Орден Красной Звезды (1943)
- Медаль «За боевые заслуги»